# Jennifer Flavin
Jennifer Flavin Stallone (Los Ángeles, California, 14 de agosto de 1968) es una empresaria y modelo estadounidense. Está casada con el reconocido actor Sylvester Stallone, con quien tiene tres hijas.

## Biografía

### Primeros años y carrera
Flavin nació en Los Ángeles, California y se crio en West Hills, un distrito de Los Ángeles. Tiene seis hermanos: dos mujeres, Tricia y Julie, y cuatro hombres, Tom, Pat, Shannon y Mitch. Asistió a la secundaria El Camino Real en Woodland Hills, California. Su padre falleció cuando ella tenía once años, dejando a su madre al cuidado de siete niños. Empezó su carrera en el modelaje a la edad de 19 años en la agencia Elite Modeling.
Flavin ha aparecido en varios programas de televisión, entre los que destacan Hollywood Women, Good Day Live, American Gladiator y The Contender – un reality de boxeo en el que también apareció su esposo Sylvester. También realizó una breve aparición en la película de 1990 Rocky V.
Flavin es copropietaria de Serious Skin Care, una compañía de cosmética que vende tratamientos de belleza a través de la cadena Home Shopping.

## Plano personal
En 1988, Flavin conoció a Sylvester Stallone en California, en un restaurante de Beverly Hills. Se casaron nueve años después, el 17 de mayo de 1997 en una ceremonia civil en Londres, Inglaterra. Actualmente reside con su esposo en el vecindario de Beverly Crest en Los Ángeles. La pareja tiene tres hijas: Sophia Rose (1996), Sistine Rose (1998) y Scarlet Rose (2002).